# Трансцендентальна медитація
Трансцендентальна медитація —  (скор. ТМ; от лат. transcendens, рід. п. transcendentis «виходячий за межі» + meditatio «роздуми») — техніка глибокого розслаблення та відпочинку, що знімає стрес та нібито поліпшує фізичне і психічне здоров'я людини. 
Створена в середині 60-х років індійським вчителем та гуру Махаріші Махеш Йогі спеціально «для умов напруженого міського життя». Техніка ТМ базується на багаторазовому повторенні індивідуально визначеної мантри.